# Йоганн Баптист Рейтер

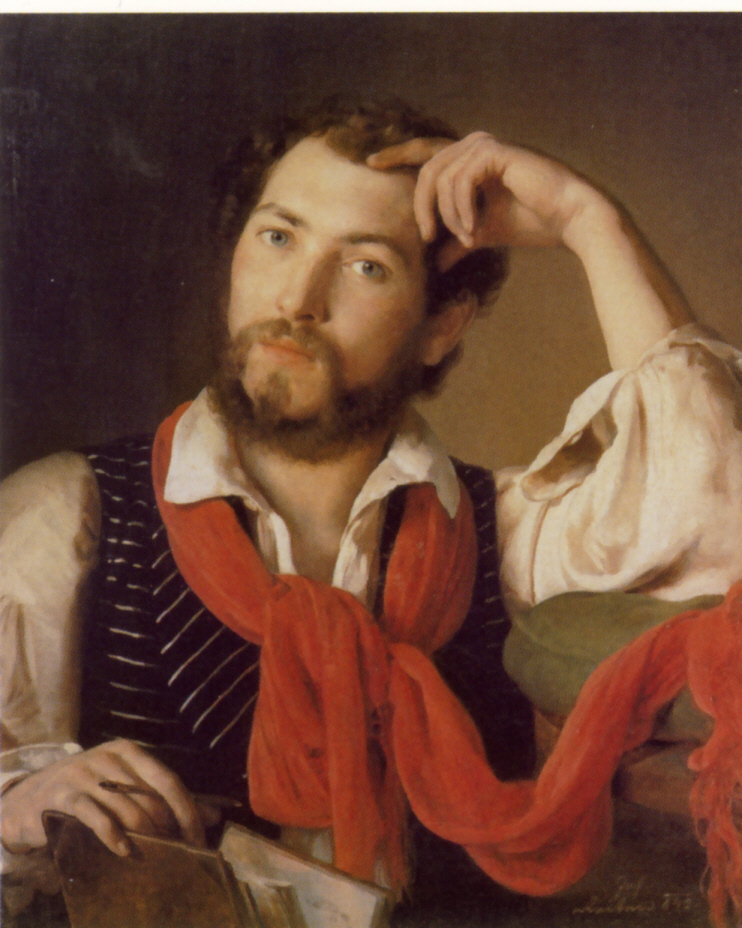
Автопортрет

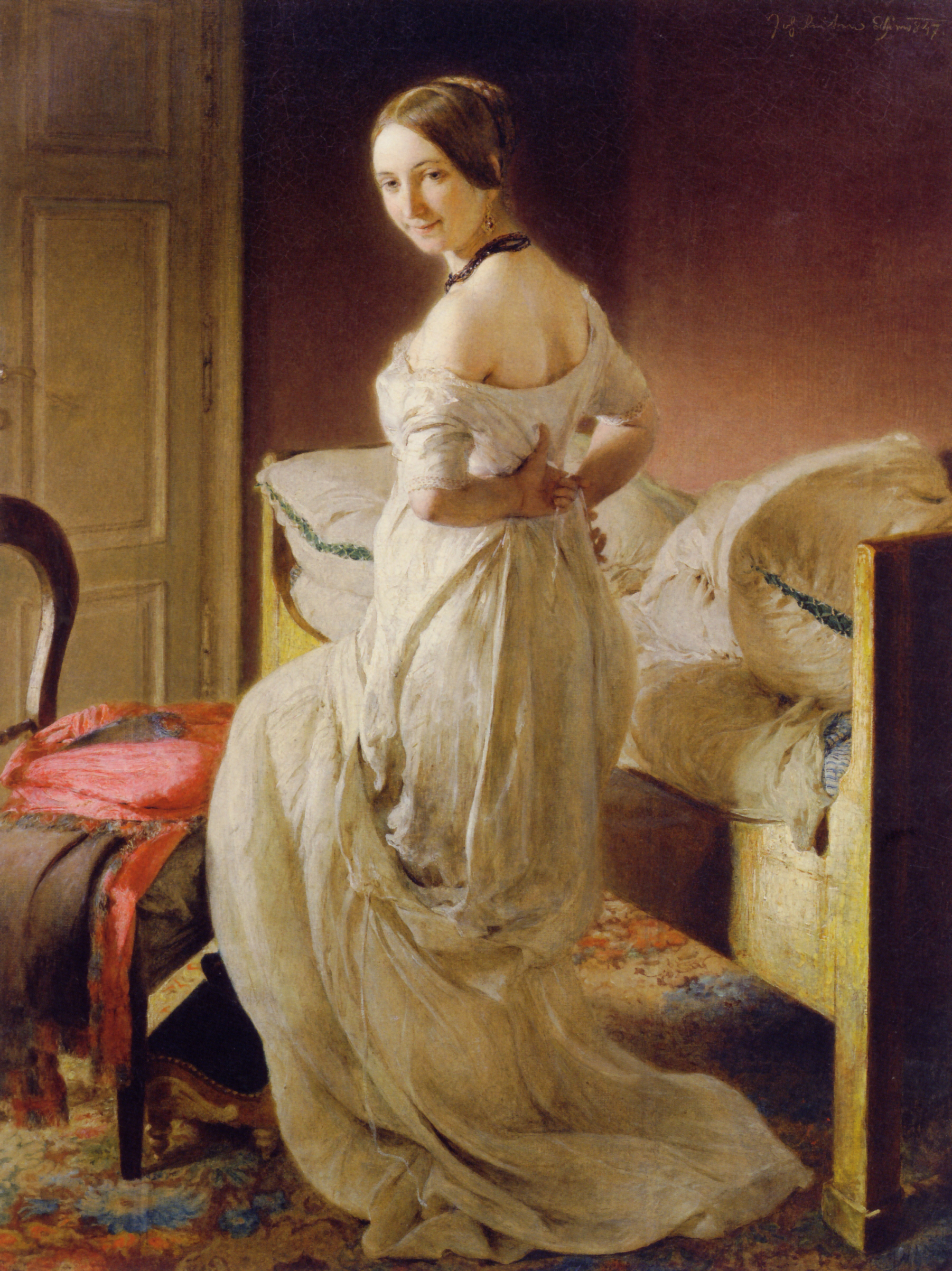
Йоганн Баптист Райтер, споглядання в негліже

Йоганн Баптист Рейтер (нім. Johann Baptist Reiter; 28 травня 1813, Урфарі, нині Лінц — 10 січня 1890, Відень) — австрійський портретист і художник-жанрист.

## Біографія
Йоганн Баптист Рейтер був сином майстра-столяра. Він провів три роки учнем на фірмі свого батька, розписуючи меблі, знаки та хрести. Ймовірно, вперше він навчався у художника Франца Ксавера Боблетера, який працював у Лінці. Заохочений торговцем мистецтвом Йозефом Хафнером, Райтер поїхав до Відня зі своїм другом Леопольдом Ціннеггером, з яким він жив і навчався у Віденській академії. Обидва спочатку відвідували граверну школу. За словами Райтера, його вчителями були Антон Петтер, Йозеф Редль та Йоганн Непомук Ендер. Після 1830 року він в основному заробляв на життя художником по порцеляні.
Між 1834 і 1837 роками за рекомендацією Леопольда Купельвізера Райтер отримав стипендію від Верхньоавстрійських провінційних станів. Із цього часу він також брав участь у виставках і в 1836 році отримав премію Лампі за малювання моделей. У 1839 році він одружився з Марією Анною Гофштеттер із Лінца. Приблизно з 1842 року його картини ставали все більш популярними та дорогими. Існує думка, що він керував великим будинком у Відні з каретою та мавром як слугою. У 1848 році він симпатизував революціонерам і зобразив себе та свою дружину окопними робітниками. Пізніше подружжя розлучилося, а до 1853 року Рейтер познайомився зі швачкою Анною Йозефою Терезією Браєр зі Зруча, яка була молодшою за нього на 23 роки, і стала його улюбленою моделлю та коханою. У 1862 році у нього народився син Моріц, а в 1864 році — дочка Александріна (Лексі), але він зміг одружитися з Анною лише після смерті своєї першої дружини в 1866 році. Між 1850 і 1870 роками Райтер регулярно виставлявся в Австрійській художній асоціації. Після того, як у 1883 році від пневмонії померла його улюблена донька Лексі, він майже повністю покинув малювання.

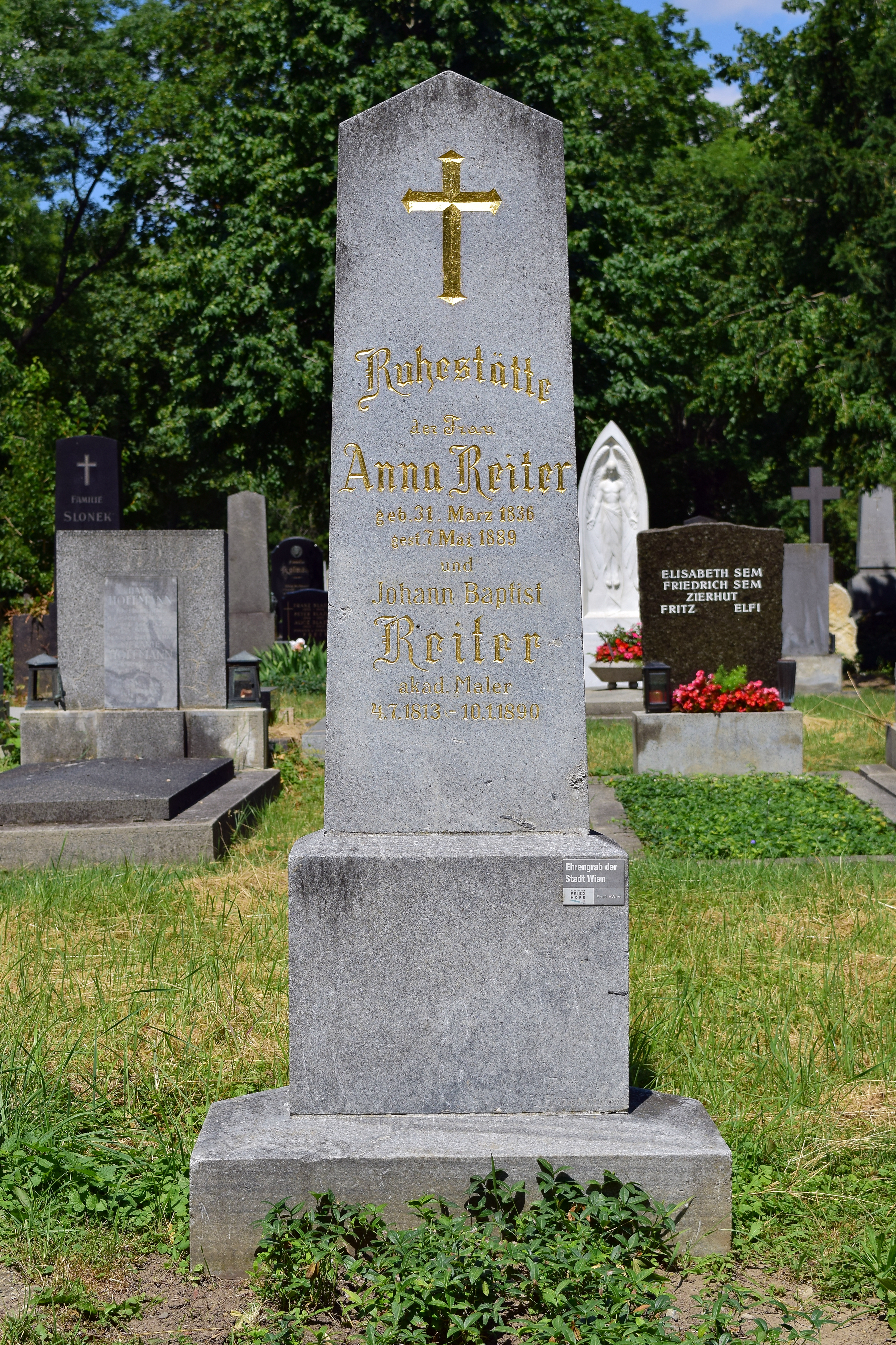
Почесна освячена могила на центральному кладовищі Відня

Йоганн помер на рік пізніше своєї другої дружини й був похований у почесній могилі на Центральному кладовищі у Відні (група 41 D, ряд 11, № 5). Будинок, де він народився в Урфарі, був знесений у 2007 році, будинок вершника на Верхньодунайські землі у Лінці був знесений для будівництва тунелю Ремерберг у 1962 році, будинок, де він помер у Відні, Рехте Вінцайле, 15 зберігся без змін.

## Творчість
Йоганн Баптист Рейтер передусім був під мистецьким впливом Йоганна Петера Краффта, Леопольда Купельвізера та Фердинанда Георга Вальдмюллера, з якими він конкурував у 1840-х роках. Після того, як роботи над вівтарями та релігійно-історичними картинами, він звернувся до реалістичного портрета та жанрового живопису. Завдяки цьому Рейтер із простого робітника перетворився на одного із найуспішніших художників бідермаєру у Відні. Основними моментами його творчості є живі зображення дітей, а також портрети незвичайних жінок, таких як письменниця та активістка за права жінок Луїза Астон. Навіть у своїх пізніх роботах він зберіг реалізм, який іноді був схожий на реалізм Гюстава Курбе. Це, зокрема, стосується його втраченої головної праці Заміська вечірка (нім. Die Landpartie), в якій він зобразив французів, не маючи можливості довести, що він був у Франції. Серед пізніх робіт деякі душевні портрети набули загальнонаціонального значення, зокрема портрет геолога Амі Буе та кілька автопортретів.

## Роботи

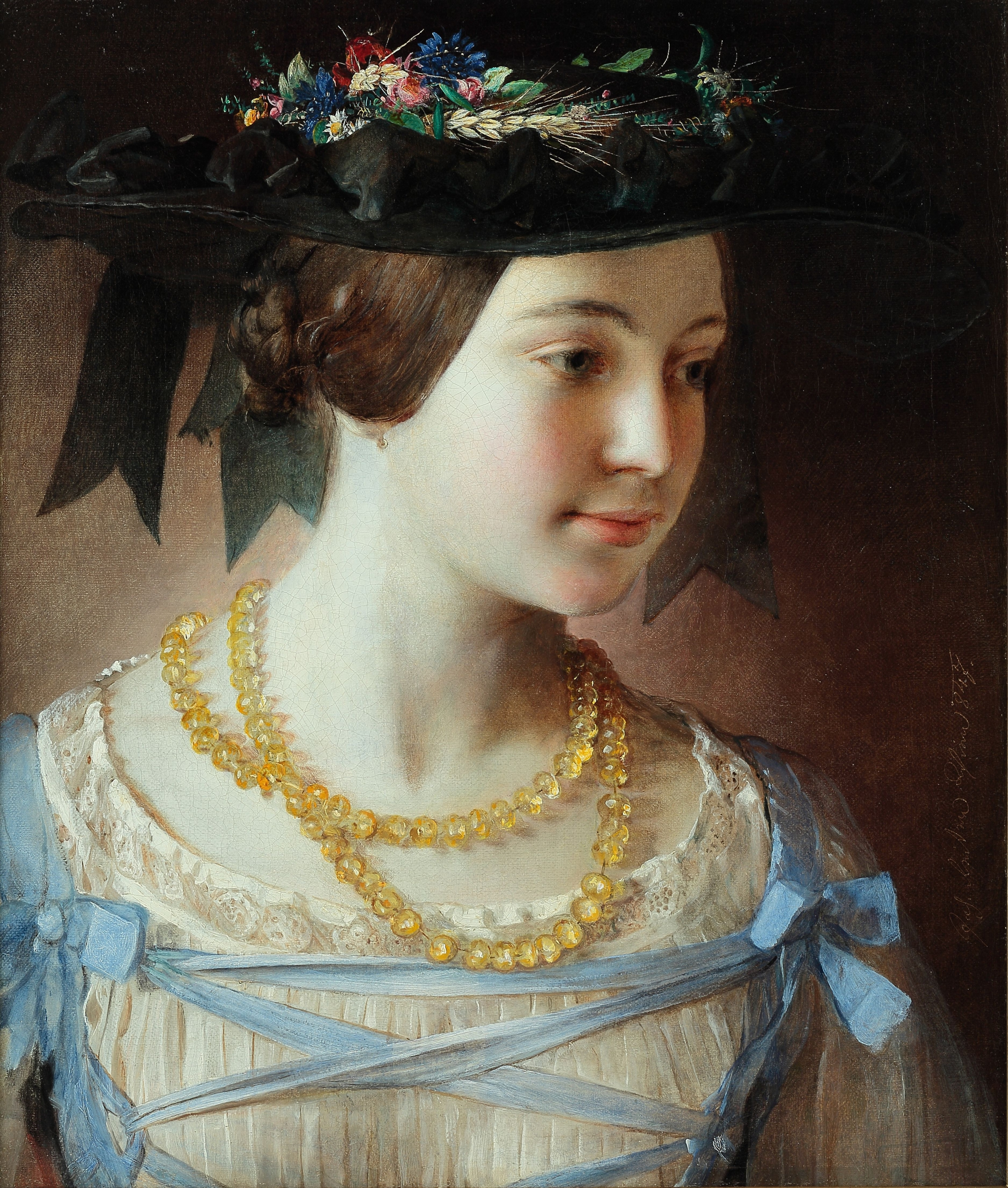
Дівчина з бурштиновим намистом (1847)

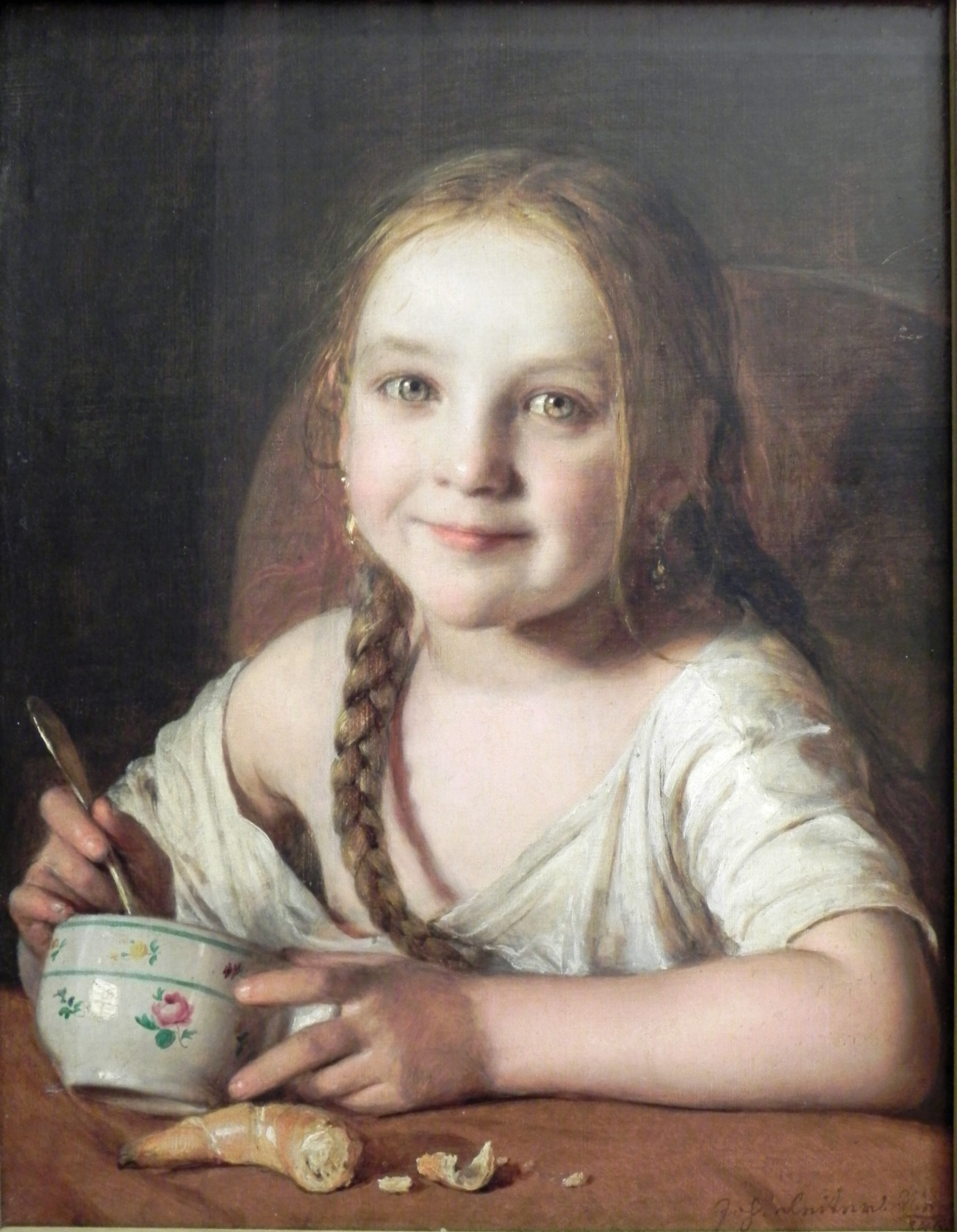
Дівчина за столом для сніданку

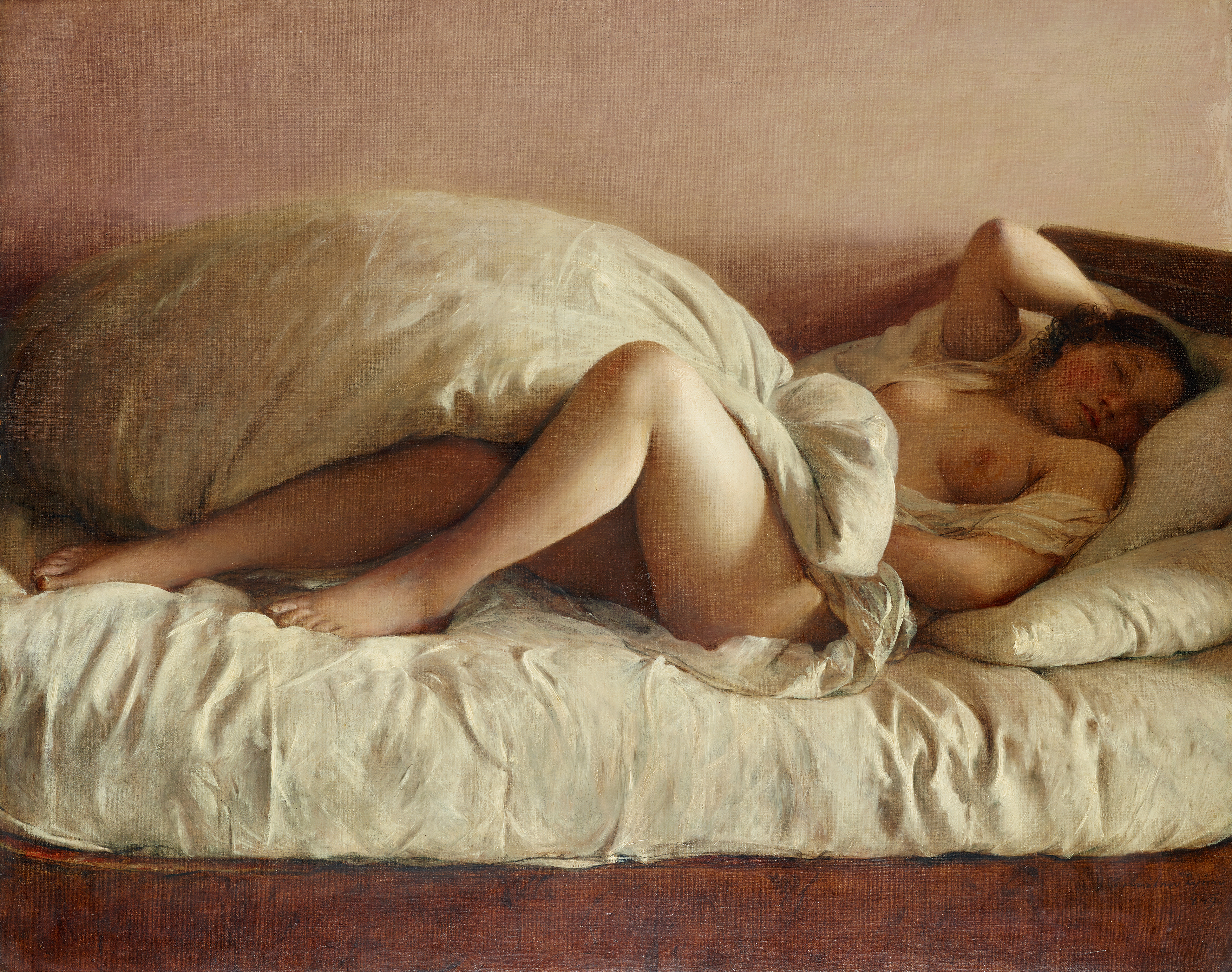
Спляча жінка, 1849, Бельведер, Відень

- Автопортрет перед мольбертом, (Відень, Віденський музей), близько 1834/35, полотно, олія
- Поклоніння пастухів і Розп'яття Христа (бокові вівтарні розписи паломницької церкви Марії Шартен), 1835 р., полотно, олія
- Трактирниця Барбара Майєр (Відень, Австрійська галерея Бельведер), 1836, полотно, олія, 109×85 см
- Працьовита родина теслярів (Лінц, Художній музей Лентос, інв. № 790), 1837 (?), полотно, олія, 55,5 × 44,6 см
- Імператор Фердинанд Добрий, за Леопольдом Купельвізером (Відень, Фотоархів Австрійської національної бібліотеки, Колекція портретів)
- Портрет родини Шегар (Лінц, Міський музей Нордіко), 1842, п.о.
- Автопортрет з червоним шарфом (Лінц, Державний музей Верхньої Австрії), 1842, полотно, олія
- У туалеті (невідомий власник), 1842, полотно, олія
- Польська наречена (Лінц, Державний музей Верхньої Австрії), 1844. полотно, олія
- Сестри Генріхи (Лінц, Міський музей Нордіко), 1845, п.о.
- Казіке Матінао представляє свою сестру дону Луїсу (приватна колекція), 1845 р., полотно, олія
- Слов'янський торговець цибулею (Хорватська цибуля, велика версія з дитиною), (приватна колекція), 1846, полотно, олія
- Слов'янський торговець цибулею («Цибуля хорватська», маленька версія), (Лінц, Державний музей Верхньої Австрії), 1846, полотно, олія
- Пральня для прасування (невідомий власник), 1846, полотно, олія
- Погризена лялька (приватна колекція), 1846 р., полотно, олія
- Дівчина за столом для сніданку, (Державний музей Нижньої Саксонії в Ганновері), 1846, полотно, олія
- Молодий Постільйон (Зальцбург, галерея Резиденції), 1846, полотно, олія
- Свіжа сорочка (Відень, Австрійська галерея Бельведер), 1847, полотно, олія
- Учень шевця (Лінц, Міський музей Нордіко), 1847, п.о.
- Растельні картинки (невідомий власник), 1847, полотно, олія
- Дівчина з собакою (невідомий власник), 1847, полотно, олія
- Споглядання в негліже (Відень, Австрійська галерея Бельведер), 1847, полотно, олія, 54,5 × 41 см
- Портрет Луїзи Астон («Емансипована»), (Лінц, Державний музей Верхньої Австрії), 1847 (?), полотно, олія
- Діти граються в солдатів (Швайнфурт, Музей Георга Шефера), 1848, полотно, олія
- Шахтарі (Автопортрет) і шахтарі (Будапешт, музей Шепмувешеті, легат Майкл Ерні), 1848, полотно, олія
- Заміська вечірка (втрачена основна робота), 1848 (?), полотно, олія
- Локшиноїд (Відень, Музей Леопольда, інв. № 4718), 1849, п.о., 61,2 × 52,4 см
- Спляча жінка (Відень, Австрійська галерея Бельведер), 1849, полотно, олія
- Дівчата, що купаються (власне невідомо), 1849 (?), полотно, олія
- Аврора (приватна колекція), 1849 р., полотно, олія
- Адам і Єва (Лінц, Міський музей Нордіко), 1849, п.о.
- Водіння млина (Відень, Музей Відня), 1849, полотно, олія
- Маленький торговець коштовностями (Будапешт, музей Шепмувешеті), 1850, полотно, олія
- Діти граються з вишнями (приватна колекція), 1850 р., полотно, олія
- Вставання (приватна власність), 1850 р., полотно, олія
- Портрет Пауля фон Льовенштейна (Лінц, міський музей Нордіко), близько 1850 р., полотно, олія
- Смішна дівчинка, (Лінц, Міський музей Нордіко), близько 1850 р., полотно, олія
- Граюча дівчина (Братислава, Словенська народна галерея)
- Портрет генерала Антона Фрайгера фон Пухнера (приватна власність). 1853, полотно, олія
- Мельник (автопортрет) і мірошник (власник невідомий), 1853, панно, олія
- Дівчина з кошиком для покупок (Зальцбург, галерея Резиденції), близько 1853/55, полотно, олія
- Очікування (Лінц, Міський музей Нордіко), близько 1853/55, полотно, олія
- Діти грають у дронта, (Лінц, Державний музей Верхньої Австрії), 1853. Полотно, олія
- Навчання запитувати (Лінц, Державний музей Верхньої Австрії, постійна позика з австрійської галереї Бельведер), близько 1853 р., полотно, олія
- Сім'я Вебер (приватна власність), близько 1857/58, полотно, олія
- Марнославство (Лінц, Державний музей Верхньої Австрії, повертається спадкоємцям Малвін Стерн), 1858 (?), полотно, олія
- Хлопчик, що читає (Відень, Австрійська галерея Бельведер), близько 1860 р., полотно, олія
- Хлопчик з котом, (Лінц, Державний музей Верхньої Австрії, подарований Вальтером Кастнером), близько 1860 р. Полотно, олія
- Сопілкар (приватна колекція), полотно, олія, 30×25 см
- Сніданок на кухні (Кофеварка), (Відень, Австрійська галерея Бельведер), бл.1861, полотно, олія, 36,3×26 см
- Відкладена дитина, (приватна колекція), 1863?, полотно, олія
- Сім'я торговця мистецтвом Едуарда Гіршлера (Відень, Віденський музей), 1867, полотно, олія
- Мати з дитиною (приватна власність), полотно, олія, 76×78,5 см
- Дівчина з м'ячем (Лінц, Державний музей Верхньої Австрії), полотно, олія
- Діти з каштанами (приватна власність, на постійній основі у Державному музеї Верхньої Австрії), полотно, олія
- Офіціантка (приватна власність Соест), Художній клуб, Відень 1869, п.о., 81×94 см
- Продавець голубів (Лінц, Художній музей Лентос), 1872, полотно, олія
- Автопортрет у 60-ті роки (Відень, Австрійська галерея Бельведер), полотно, олія
- Яблукочистка, (Лінц, Державний музей Верхньої Австрії), близько 1875 р., полотно, олія
- Доктор Амі Буе, (Лінц, Державний музей Верхньої Австрії, передано від австрійської галереї Бельведер), 1878, полотно, олія
- Автопортрет у віці 66 років (Лінц, Державний музей Верхньої Австрії, колекція Пірера), 1879, полотно, олія
- Автопортрет (Лінц, міський музей Нордіко), близько 1879 р., полотно, олія
- Лексі з виноградним листям у волоссі (велика версія втрачена, численні менші версії знаходяться у різних галереях включаючи Віденську Австрійську галерею Бельведер та Лінцький Державний музей Верхньої Австрії), близько 1880 р., полотно, олія
- У ворожки (Лінц, Державний музей Верхньої Австрії), близько 1885 р., полотно, олія

## Виставки
З 12 червня до 3 листопада 2013 року виповнилося 200 років від дня народження Йоганна Баптиста Рейтера. Найбільші ретроспективи на сьогодні відбудуться в музеї замку Лінца та Нордіко у Лінці. Дві виставки доповнювали одна одну. У колекціях Державного музею Верхньої Австрії та музеїв міста Лінца (Нордіко та Лентос) налічується близько 170 робіт художника. Виставки, кураторами яких були Лотар Шультес, Елізабет Новак-Таллер і Катрін Хаусбергер, були доповнені картинами з Бельведеру, Музею Відня, музею Леопольда, музею образотворчих мистецтв Будапешта та інших приватних колекцій і галерей у Німеччині та за кордоном. Архітектором виставки був Томас Паулі.